# Duitstalige Gemeenschapsverkiezingen 2009/Kandidatenlijst/Ecolo
Dit is de kandidatenlijst van Ecolo voor de Duitstalige Gemeenschapsraadverkiezingen van 2009. De verkozenen staan vetgedrukt.

## Effectieven
1. Franziska Franzen
2. Karl-Heinz Braun
3. Roswitha Arens
4. Freddy Mockel
5. Inga Werding
6. Andreas Pauels
7. Marlene Bongartz-Kaut
8. Issa Gamboulatov
9. Danielle Schöffers
10. Wilfried Huppertz
11. Lena Jadzinski
12. Lukas Assent
13. Hedy Dejonghe-Freches
14. Bruno Saffre
15. Martine Kremer
16. Marc Despineux
17. Elvira Hostert-Heyen
18. Michael Dahlen
19. Margit Meyer
20. Hubert Vliegen
21. Claudia Schmetz
22. Michael Hennes
23. Stany Paquet
24. Claudia Niessen
25. Lambert Jaegers